# Котецький Володимир Станіславович

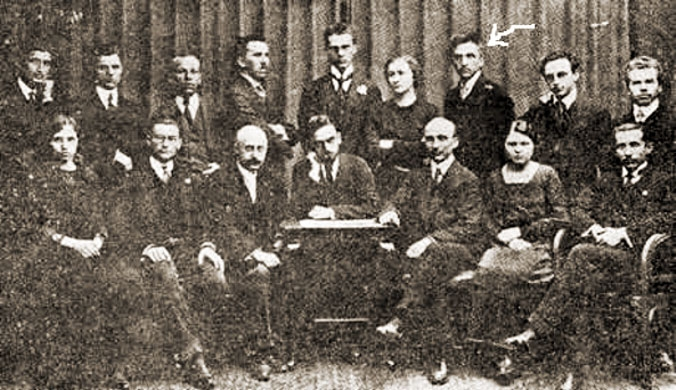
Головна Рада Студентського Союзу 1912 р. 1-й ряд від ліва: Дарія Білинська-Навроцька, Василь Косаренко-Косаревич, А. Павлусевич, Осип Когут, М. Жила, Марія Твердохліб, Євген Коновалець; 2-й ряд: Степан Індишевський, нерозпізнаний, Іван Бабій, Юрій Полянський, В. Котецький, Олена Степанів, Роман Дашкевич, Петро Дідушок, Юліян Охримович.

Володимир Станіславович Котецький (17 липня 1893, с. Либохора, нині Сколівський район, Львівська область — 18 листопада 1918, Кортіна-д'Ампеццо, Італія) — український галицький студентський діяч, публіцист.

## Життєпис
Народився 17 липня 1893 року в с. Либохора, нині Сколівський район, Львівська область, Україна.
Закінчив правничий факультет університету Львова (1914). Був Головою студентського товариства «Академічна громада» в 1912—1913 роках. Своєю діяльністю сприяв пожвавленню громадського життя серед молоді. Співпрацював із часописом «Український студент» (Петроград, сьогодні С.-Петербург), де друкував критичні огляди та статті про український студентський рух. Був мобілізований до армії Австро-Угорщини 1915 року.
У часописі «Шляхи» (Львів, 1916—1918 роки) було опубліковано його оповідання, нариси, присвячені подіям І-ї світової війни (зокрема, «Боротьба зі смертю», «Над морем», «Гріх», «В сутіні», «Поцілуй царівни» та ін.). Помер від хвороби в італійському полоні.